# Straža (Cerkno)
 Straža  es una pueblo que se encuentra en la margen norte del río Idrijca, al sudoeste de Cerkno, en la región de Goriška de Eslovenia. Pertenece a la municipalidad de Cerkno.
La iglesia local es anterior al año 1594, y está dedicada a la Conversión de San Pablo, pertenece a la Parroquia de Cerkno.